# Freja Ryberg
Freja Ryberg, född 5 oktober 1832 på Ludvigsborg i Fulltofta socken i Skåne,  död 1 juni 1920 i Paris, var en svensk skådespelare.

## Biografi
Freja Ryberg var dotter till lantmätaren Tuve Ludvig Ryberg och Cathrina Charlotta Kemner samt syster till Hulda Ryberg. Hon tillbragte sina första år i Simrishamn innan familjen flyttade till Stockholm 1838. Eftersom hennes far var ingenjör inom lantmäteriet betraktades Ryberg som den enda premiäraktrisen med lantbrukarbakgrund förutom Elma Ström under perioden 1813–1863.
Freja Ryberg blev elev vid Dramatens elevskola 1852, debuterade som Betty i "Alphyddan" på Dramaten i maj 1853 och var sedan engagerad där 1855–1856. Hon var därefter engagerad vid Edvard Stjernströms sällskap vid Mindre teatern och sedan vid Humlegårdsteatern. Som medlem av Stjernströms sällskap uppträdde hon 1859 på Stora Teatern, Göteborg, där sällskapet invigde teatern under några månader detta år.
Åren 1860–1863 tillhörde hon pionjärgruppen av aktörer vid den nygrundade Svenska Teatern i Helsingfors jämsides med Österberg, Swartz, Fredrik Deland och Hjalmar Agardh, vilket var den första stående ensemblen för en teater i Finland. Hon räknades under sin tid där som en av Finlands mest framstående aktörer. Engagemanget avslutades dock när teatern brann ned 1863 och inte kunde byggas upp igen förrän tre år senare.
Freja Ryberg bosatte sig senare i Paris, där hon den 12 februari 1866 gifte sig med den franske skriftställaren Alphonse Vinaty.

## Teater

### Roller (ej komplett)
| År   | Roll  | Produktion                                           | Regi | Teater                      |
| ---- | ----- | ---------------------------------------------------- | ---- | --------------------------- |
| 1853 | Betty | Alphyddan Adolphe Adam, Eugène Scribe och Mélesville |      | Kungliga Dramatiska Teatern |

### Fotnoter
1. ↑  Fulltofta födelsebok Riksarkivet
2. ↑  Dödsfall i Svenska Dagbladet 12 juni 1920
3. ↑  Simrishamns flyttningslängd Riksarkivet
4. ↑  Det gamla Göteborg. Lokalhistoriska skildringar, personalia och kulturdrag / Del 3
5. ↑  Finland i 19de seklet. Framstäldt i ord och bild af finska skriftställare och konstnärer